# Anban Zhen
Anban Zhen (kinesiska: 按板, 按板镇) är en köping i Kina. Den ligger i provinsen Yunnan, i den sydvästra delen av landet, omkring 230 kilometer sydväst om provinshuvudstaden Kunming. Antalet invånare är 20 810. Befolkningen består av 9 815 kvinnor och 10 995 män. Barn under 15 år utgör 17,0 %, vuxna 15-64 år 74 %, och äldre över 65 år 8,0 %.
Genomsnittlig årsnederbörd är 1 331 millimeter. Den regnigaste månaden är juli, med i genomsnitt 329 mm nederbörd, och den torraste är februari, med 6 mm nederbörd.